# Phoboscincus bocourti
Lo scinco terribile (Phoboscincus bocourti Brocchi, 1876) è uno scinco endemico dell'isola dei Pini in Nuova Caledonia.

## Conservazione
Ritenuta estinta, la specie è stata recentemente rinvenuta, in almeno due esemplari, in una piccola isoletta al largo dell'isola dei Pini. Per la ristrettezza del suo areale la specie è pertanto considerata in pericolo di estinzione (Endangered).